# Václav Švambera
Profesor PhDr. Václav Švambera (10. ledna 1866 Peruc – 27. září 1939 Praha) byl český geograf, hydrolog a vysokoškolský pedagog, ředitel Geografického ústavu Univerzity Karlovy. Vybudoval Geografický ústav v Praze na Albertově a prosadil a založil Státní sbírku mapovou ČSR (nyní Mapová sbírka PřF UK). Byl prvním dobrovolným knihovníkem knihovny ústavu (dnes Knihovna geografie PřF UK). V letech 1923–1924 byl děkanem Přírodovědecké fakulty UK v Praze.

## Život
Narodil se jako syn živnostníka Václava Švambery a Marie roz. Klabochové. Vystudoval Akademické gymnázium v Praze (1877–1885). Poté studoval geografii, historii a geologii na České univerzitě Karlo-Ferdinandově. Byl žákem a pomocníkem Jana Palackého. Při studiích pracoval jako dobrovolný knihovník a archivář geografického ústavu univerzity. Od roku 1894 byl placeným asistentem tohoto ústavu. Na doktora filosofie byl promován v roce 1896 na podkladě dizertační práce o Libyjské poušti. V roce 1902 habilitoval jako soukromý docent geografie se svou první částí práce o Kongu. Monografie byla vysoce hodnocena odborníky. Na základě dalších dílů monografie o Kongu byl roku 1908 byl jmenován mimořádným profesorem a byl pověřen vedením geografického ústavu. Řádnou profesuru získal až za 1. světové války v roce 1916.
V roce 1920 se oddělila a vytvořila samostatná pátá fakulta UK, Přírodovědecká fakulta. Profesor Švambera odešel s celým geografickým ústavem na tuto fakultu. Roku 1920 byla z jeho podnětu ustanovena Státní sbírka mapová Republiky československé. V roce 1923–1924 byl zvolen děkanem fakulty.
V letech 1893–1898 byl redaktorem geografie Ottova slovníku naučného a také autorem většiny geografických hesel (až do písmene K). Zásadní byl jeho příspěvek k výzkumu českých šumavských glaciálních jezer, kde provedl do své doby nejrozsáhlejší a nejpřesnější měření v polních podmínkách.
Ze svých soukromých prostředků vydával geografické edice Travaux géographiques tchèques a Zeměpisnou knihovnu. První měla uvádět mladé české geografy na mezinárodní fórum, druhá se specializovala na českou geografii. Byl také hlavním autorem geografické bibliografie. Byl členem redakční rady Atlasu ČSR (1936). S dr. E. Benešem a K. Kroftou napsali úvodní kapitoly o novém Československu. Jeho vrcholným dílem jsou edice starých map českého území Monumenta carthographica Bohemiae.
V roce 1897 během několikaměsíční studijní cesty projel severní a západní Evropu. Cestoval i na Špicberky a ke konci života navštívil i severní Afriku.
Pronesl stovky popularizačních přednášek jak na veřejnosti, tak v rozhlase.

## Dílo
- ŠVAMBERA, Václav. Kongo. Praha: Geografický ústav české university, 1901–1905. 386 s. (Travaux géographiques tchèques; sv. 1).
- ŠVAMBERA, Václav. Geografický ústav České university. Praha: Václav Švambera, Geografický institut České university, 1907. 32 s. Dostupné online. (česky, résumé en français)
- ŠVAMBERA, Václav; BASL, Antonín. Bibliografie české literatury geografické v l. 1906 a 1907. Praha: Geografický ústav české university, 1911. 46 s. (Travaux géographiques tchèques; sv. 4).
- ŠVAMBERA, Václav; BASL, Antonín. Bibliografie české literatury geografické v l. 1908, 1909, 1910. Praha: Geografický ústav české university, 1912. 46 s. (Travaux géographiques tchèques; sv. 7). Dostupné online.
- Šumavská jezera. Rozpravy Čes. akad. nauk., 1913–1914
- L'Institut de géographie de l'Université Charles IV. Praha: Institut de géographie de l'Université Charles IV., 1931, 20 s.
- Monumenta carthographica Bohemiae. V. Švambera a B.Šalamon. Praha: Sumptibus propriis, 1938.
- ŠVAMBERA, Václav a ŠALAMON, Bedřich. Monumenta cartographica Bohemiae. Praha: Geografický ústav Karlovy university, 1930–1938. 3 sv. v jedněch deskách.

## Kongresy a mezinárodní vztahy
Vášnivě propagoval českou geografii v zahraničí. Byl v předsednictvu řady mezinárodních kongresů např. v Berlíně, Římě, Ženevě, Cambridgi, Paříži i Varšavě. Vytvořil a založil tradici Sjezdů slovanských geografů a etnografů, které probíhaly před druhou světovou válkou. Ve slovanských kruzích byl velice ctěný a uznávaný.

## Vyznamenání, pocty, členství v mezinárodních společnostech
Jeho práce byla mnohokrát oceněna vysokými zahraničními poctami a státními vyznamenáními; mezi nejvýznamnější patří:
- Královský jugoslávský řád sv. Sávy II. stupně
- Řád Za civilní zásluhy 1. třídy Bulharského knížectví
- Důstojník Řádu čestné legie (Officier de la Légion d’honneur)
- Důstojník Řádu akademických palem (Officier de l’Instruction publique)
- Cvijičova medaile
- čestný člen Královské zeměpisné společnosti v Londýně (Honorary member of the Royal Geographical Society in London)
- čestný člen Polské geografické společnosti ve Varšavě
- čestný člen Srbské geografické společnosti v Bělehradě a nositel Cvijičovy medaile téže společnosti

## Popularizace díla
Ke stopadesátiletému výročí narození prof. Švambery byla uspořádána v prostorách Přírodovědecké fakulty Univerzity Karlovy výstava Václav Švambera, profesor Univerzity Karlovy. Výstava je přístupná od 9. 12. 2015 do 29. 2. 2016
Dne 11. ledna 2016 zde bylo uspořádáno čtení z díla Václava Švambery ("Čteme profesora Švamberu"). Cílem bylo vytvořit rekord v nepřetržitém čtení z díla tohoto autora.